# Roland Villeneuve

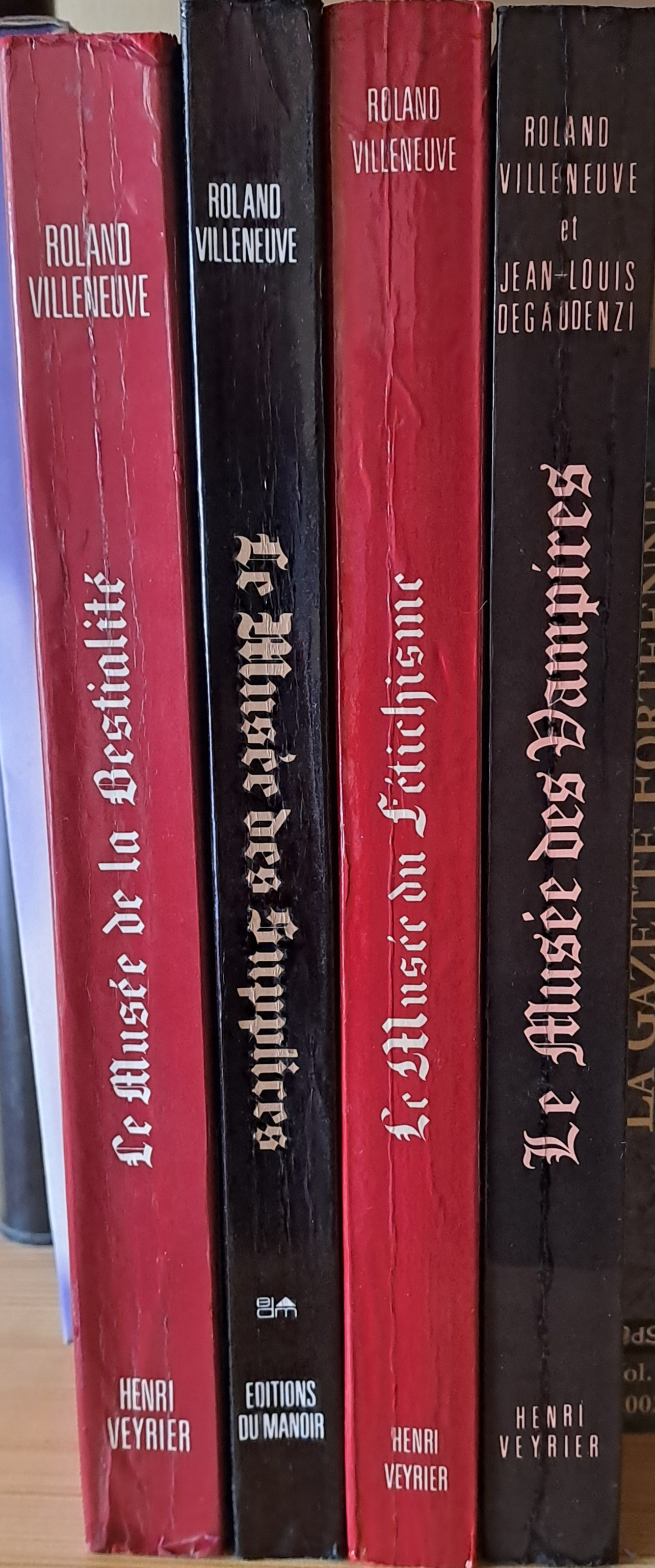
Série des Musées, chez Henri Veyrier (1968-76).

Roland Villeneuve (né le 2 novembre 1922 et mort le 13 janvier 2003) est un essayiste et parapsychologue français, spécialiste de démonologie et d'ésotérisme.

## Œuvre
Pour Roland Villeneuve dans les procès en sorcellerie, « le recours à d'étonnants procédés de recherche de preuves mêle un érotisme des plus morbide au sadisme le plus raffiné ».
L’Académie française lui décerne le prix Jacques-Lacroix en 1994 pour Le Lion.

## Ouvrages

### Essais
- Gilles de Rays, une grande figure diabolique, éditions Denoël (1955)
- Héliogabale : le César fou, éd. Amiot (1957)
- Le Diable dans l'art, éditions Denoël (1957)
- Poison et empoisonneur célèbres, éd. La Palatine (1960)
- Satan parmi nous, éd. La Palatine (1961)
- Le Diable. Erotologie de Satan, éd. Jean-Jacques Pauvert (1962)
- Fétichisme et amour, éd. Azur (1968)
- Le Musée des supplices, éd. Offenstadt (1968)
- Le Musée de la bestialité, éd. Azur (1969)
- Loups-garous et vampires, édition revue par l'auteur, J'ai lu (1970)
- L'Univers diabolique, Albin Michel (1972)
- Le Cannibalisme, éditions Marabout (1973)
- Sabbat et sortilèges, J'ai lu (1973)
- Le musée du fétichisme, éditions Henri Veyrier (1973)
- Les Procès de sorcellerie, éditions Marabout (1974)
- Les Possessions diaboliques, éditions Pygmalion (1975)
- Le Musée des vampires, éd. Henri Veyrier (1976, avec Jean-Louis Degaudenzi)
- La Mystérieuse affaire Grandier : le diable à Loudun, éditions Payot (1980)
- L'Envoûtement : pratiques et contre-charme, éd. Friant (1982)
- La Beauté du diable, éd. Berger-Levrault (1983)
- Le Fléau des sorciers : la diablerie basque au XVIIe siècle, éditions Flammarion (1983)
- Le Divin Heliogabale : César et prêtre de Baal, éd. G. Trédaniel (1984)
- Dictionnaire du diable, Bordas (1989)
- Loups-garous et vampires : les amants de la mort, Bordas (1991)
- Le lion : vie, mœurs, symbolique et littérature, éd. Avatar (1993)
- Le Vampire de poche, éd. Avatar (1993)
- Fils de vampire : douze méfaits divers, éd. Infrarouge (1998)

### Participations
- Dictionnaire de sexologie, éditions Jean-Jacques Pauvert
- En collaboration avec Julien Tondriau, Dictionnaire du diable et de démonologie (1968)
- Pierre Molinier, Histoire de la magie en France, présenté par Roland Villeneuve, Club des libraires (1995)
- Pierre Molinier, Le Chaman et ses créatures, présenté par Roland Villeneuve, William Blake & Co (1995)
- Dom Augustin Calmet, Traité sur les apparitions des anges, des démons et des esprits et sur les revenants, et vampires de Hongrie, de Bohème, de Moravie et de Silésie, 1751. Réédition enrichie : Dom Augustin Calmet, Dissertation sur les vampires : les revenants en corps, les excommuniés, les oupires ou vampires, brucolaques etc, Éditions Jérôme Millon, 1998, 2e éd., 313 p. (ISBN 978-2-84137-071-9, lire en ligne)